# Апсцисија
Апсцисија (лат. abscissio = отсецање, откидање, одвајање, прекидање) је ботанички термин који означава одбацивање или опадање листова (лиски или пина сложених листова, љуспи пупољака), цветова (цветних делова крунице, прашника) или плодова, као и мањих гранчица (самочишћење круне) и нормална је појава током онтогенезе биљке. Циљ апсцисије је одстрањивање нефункционалних органа. Листопадне биљке одбацују листове у јесен као механизам прилагођавања зимским ниским температурама и физиолошкој суши.

## Механизам
Опадање је изазвано стварањем апсцисионог ткива (слоја) посебне анатомске структуре у основи лисне дршке (основи лиске код седећих или неких сложених листова), или органа који опада, а састоји се од малих паренхимских ћелија. Оне настају тако што се у ткиву коре лисне дршке одвијају ћелијске деобе, а новонастале ћелије се постепено простиру попречно. Оне су танких зидова и при раздвајању органа од изданка у активном ензимском процесу пектиназе и целулазе растварају средишње ламеле њихових ћелијских зидова и примарне целулозне зидове изазивајући природну мацерацију (међусобно одвајање ћелија). Лисна дршка после тога остаје повезана са изданком само помоћу васкуларних елемената који се лако раскидају под утицајем масе листа, атмосферских падавина и ветра, а онда лист опада. Апсцисија се завршава затварањем судова тако што се образују тиле (које могу да се јаве и раније) или судове затварају смола или слуз, а ситасте цеви се затварају калозом. Зидови ћелија на површини ране оплутњавају и одрвењавају стварајући лисни ожиљак. Изглед лисног ожиљка је карактеристичан за врсту и служи за детерминацију листопадних дрвенастих врста. 
Апсцисиони слој листа код неких биљака (крушка, дивљи кестен) јавља се врло рано пре него што лист достигне своју пуну величину, понекад још за време отварања пупољака, па се такав апсцисиони слој назива примарним. Много чешће ткиво настаје пред опадање листа, када је секундарно. Апсцисија листова не мора да буде везана само за опадање код листопадних врста у јесен. Поједине зељасте врсте стварају апсцисиони слој у основи својих листова (Coleus, Ballota, Begonia, Fuchsia), а стварање може да буде провоцирано и еколошким факторима: дефицитом воде, ниском температуром, редукованим интензитетом светлости, или дужином фотопериоде.

## Физиологија
Стварање апсцисионог ткива је под контролом сложеног корелативног деловање фитохормона и одвија се у две фазе:

### I фаза – старење
Старење претходи апсцисији и одвија се под утицајем апсцисинске киселине (дормина), која стимулише сенесценцију, и ауксина који су антагонисти апсцисинске киселине и спријечавају старење биљних органа.

### II фаза – одвајање
На одвајање директан утицај има етилен који поспешује одвајање, а његов недостатак успорава апсцисију. Баланс између апсцисинске киселине и ауксина утиче на исти начин и на опадање као и на старење.
Сви ови фитохормони бивају продуковани у листу који ће опасти. Доказ је да ако се откине лист шарене коприве одмах испод лиске, а остави лисна дршка, она ће се убрзо одвојити у бази образујући апсцисиону зону. Ако се на деламинирану дршку аплицира ауксин до формирања апсцисионе зоне неће доћи, а тиме ни до опадања. Код плодова такође ауксин игра главну улогу у спречавању раног опадања непосредно после оплођења, па се у пракси врши прскање нафтилсирћетном или индолсирћетном киселином.